# Live at Montreux 2003 (Jethro Tull video)
Live at Montreux 2003 (2007) è un video del gruppo rock inglese Jethro Tull.

## Formazione
- Ian Anderson - voce, flauto traverso, chitarra acustica
- Martin Barre - chitarra acustica, chitarra elettrica
- Andrew Giddings - tastiere
- Doane Perry - batteria
- Jonathan Noyce - basso
- Masha - voce

## Tracce
1. Some Day The Sun Won't Shine For You
2. Life Is A Long Song
3. Bourée (Version de Noël)
4. With You There To Help Me
5. Pavane
6. Empty Café
7. Hunting Girl
8. Eurology
9. Dot Com
10. God Rest Ye Merry Gentlemen
11. Fat Man
12. Living In The Past
13. Nothing Is Easy
14. Beside Myself
15. My God
16. Budapest
17. New Jig
18. Aqualung
19. Locomotive Breath
20. Cheerio